# Stuart Merrill
Stuart Fitzrandolph Merrill (1 de agosto de 1863, em Hempstead, Nova Iorque  – 1 de dezembro de 1915, em Versalhes, França ) foi um poeta americano que escreveu principalmente em francês.
Pertencia à escola simbolista. Os seus principais livros de poesia foram Les Gammes (1887), Les Fastes (1891) e Petits Poèmes d'Automne (1895).

## Obras
- Les gammes, Vanier, Paris, 1887
- Pastels en Prose, Harper & Brothers, Nova York, 1890
- Les Fastes, 1891
- Petits Poèmes d'Automne, 1895
- Les quatre saisons, Mercure de France, Paris, 1900
- Walt Whitman, Henry S. Saunders, 1922
- Prosa e versos: œuvres postumes (prosa e verso: obras póstumas), A. Messein, Paris, 1925
- The White Tomb: Selected Writing, Talisman House, 1999